# Базисна умова поставки
Базова умова постачання — визначені зовнішньоекономічними контрактами, угодами умови постачання продукції, якими передбачаються розподіл зобов’язань: види документів, порядок їх оформлення, сум і строків оплати, розподіл транспортних, митних, страхових та інших витрат, відповідальність за збереження вантажу тощо.